# 全能司儀選拔大賽2022
《全能司儀選拔大賽2022》（英語：All-rounded Emcee Contest 2022）是香港電視廣播有限公司之遊戲節目，該節目共有4集，於2022年11月3日起香港時間逢星期四、五22:30-23:05在翡翠台播出，並由鄭裕玲、林盛斌、陸浩明、鄭衍峰、許文軒擔任主持。兩位勝出者黃建東、蔡國威於2022年11月19日擔任《萬千星輝賀台慶》主持。

## 參賽者
- 黃建東、蔡國威、吳天佑、鞏姿希、黃耀英、梁菁琳、王鎮泉、吳紫韻、黃頌明、梁珈詠

## 每集內容
| 集數 | 播映     | 主題                                           | 嘉賓                                         | 參賽者 | 賽果   |
| 01   | 11月3日  | 十位參賽司儀初登場                             | 鄭丹瑞、阮兆祥、森美                         | 吳天佑 | 晉級   |
| 01   | 11月3日  | 十位參賽司儀初登場                             | 鄭丹瑞、阮兆祥、森美                         | 黃耀英 | 最低分 |
| 01   | 11月3日  | 十位參賽司儀初登場                             | 鄭丹瑞、阮兆祥、森美                         | 蔡國威 | 晉級   |
| 01   | 11月3日  | 十位參賽司儀初登場                             | 鄭丹瑞、阮兆祥、森美                         | 鞏姿希 | 晉級   |
| 01   | 11月3日  | 十位參賽司儀初登場                             | 鄭丹瑞、阮兆祥、森美                         | 王鎮泉 | 晉級   |
| 01   | 11月3日  | 十位參賽司儀初登場                             | 鄭丹瑞、阮兆祥、森美                         | 吳紫韻 | 最低分 |
| 01   | 11月3日  | 十位參賽司儀初登場                             | 鄭丹瑞、阮兆祥、森美                         | 梁菁琳 | 晉級   |
| 01   | 11月3日  | 十位參賽司儀初登場                             | 鄭丹瑞、阮兆祥、森美                         | 黃頌明 | 晉級   |
| 01   | 11月3日  | 十位參賽司儀初登場                             | 鄭丹瑞、阮兆祥、森美                         | 黃建東 | 晉級   |
| 01   | 11月3日  | 十位參賽司儀初登場                             | 鄭丹瑞、阮兆祥、森美                         | 梁珈詠 | 晉級   |
| 02   | 11月4日  | 各類節目主持考驗（上）                         | 李家鼎、譚玉瑛、梁芷珮                       | 梁珈詠 | 晉級   |
| 02   | 11月4日  | 各類節目主持考驗（上）                         | 李家鼎、譚玉瑛、梁芷珮                       | 黃耀英 | 淘汰   |
| 02   | 11月4日  | 各類節目主持考驗（上）                         | 李家鼎、譚玉瑛、梁芷珮                       | 吳天佑 | 淘汰   |
| 02   | 11月4日  | 各類節目主持考驗（上）                         | 李家鼎、譚玉瑛、梁芷珮                       | 王鎮泉 | 晉級   |
| 02   | 11月4日  | 各類節目主持考驗（上）                         | 李家鼎、譚玉瑛、梁芷珮                       | 鞏姿希 | 淘汰   |
| 02   | 11月4日  | 各類節目主持考驗（上）                         | 李家鼎、譚玉瑛、梁芷珮                       | 蔡國威 | 晉級   |
| 03   | 11月10日 | 各類節目主持考驗（下） 五強誕生 廠景現場騷功架 | 郭偉亮、方力申、黎諾懿、鄭丹瑞、阮兆祥、森美 | 黃頌明 | 淘汰   |
| 03   | 11月10日 | 各類節目主持考驗（下） 五強誕生 廠景現場騷功架 | 郭偉亮、方力申、黎諾懿、鄭丹瑞、阮兆祥、森美 | 吳紫韻 | 晉級   |
| 03   | 11月10日 | 各類節目主持考驗（下） 五強誕生 廠景現場騷功架 | 郭偉亮、方力申、黎諾懿、鄭丹瑞、阮兆祥、森美 | 黃建東 | 晉級   |
| 03   | 11月10日 | 各類節目主持考驗（下） 五強誕生 廠景現場騷功架 | 郭偉亮、方力申、黎諾懿、鄭丹瑞、阮兆祥、森美 | 梁菁琳 | 淘汰   |
| 04   | 11月11日 | 決賽 全能司儀直播執生                          | 鄭裕玲、森美、鄭丹瑞、阮兆祥                 | 黃建東 | 當選   |
| 04   | 11月11日 | 決賽 全能司儀直播執生                          | 鄭裕玲、森美、鄭丹瑞、阮兆祥                 | 蔡國威 | 當選   |
| 04   | 11月11日 | 決賽 全能司儀直播執生                          | 鄭裕玲、森美、鄭丹瑞、阮兆祥                 | 吳紫韻 | 五強   |
| 04   | 11月11日 | 決賽 全能司儀直播執生                          | 鄭裕玲、森美、鄭丹瑞、阮兆祥                 | 王鎮泉 | 五強   |
| 04   | 11月11日 | 決賽 全能司儀直播執生                          | 鄭裕玲、森美、鄭丹瑞、阮兆祥                 | 梁珈詠 | 五強   |

## 外部連結
1. ↑  .   [2022-11-02]. （原始内容存档于2022-11-13）.
2. ↑  .   [2022-11-02]. （原始内容存档于2022-11-08）.
3. ↑  .   [2022-11-19]. （原始内容存档于2022-11-19）.

## 電視節目的變遷
| 香港無綫電視翡翠台 星期四、五 22:30-23:05 時段 | 香港無綫電視翡翠台 星期四、五 22:30-23:05 時段   | 香港無綫電視翡翠台 星期四、五 22:30-23:05 時段 |
| ---------------------------------------------- | ------------------------------------------------ | ---------------------------------------------- |
|                                                | 全能司儀選拔大賽2022 （2022.11.03 - 2022.11.11） |                                                |
| 全城一叮 （2022.10.06 - 2022.10.28）           | 唔玩唔知有獎攞 （2022.11.14 - 2022.11.18）       |                                                |